# Carl Brave x Franco126
Carl Brave x Franco126 è stato un duo musicale pop rap italiano formato a Roma dal rapper e produttore discografico Carlo Luigi Coraggio, in arte Carl Brave, e dal rapper Federico Bertollini, in arte Franco126.

## Storia del gruppo

### Formazione ePolaroid(2016-2018)
I due artisti si sono conosciuti quando Carl Brave, dopo aver fatto parte del gruppo Molto Peggio Crew (nato nel 2007), ha cominciato a collaborare con i membri del collettivo trasteverino 126 (o CXXVI), del quale fa parte Franco126.
La prima collaborazione tra i due artisti è stato il singolo Santo Graal, originariamente pensato per far parte di un album di genere trap. A seguito di ciò, il progetto si è trasformato in un vero e proprio duo: dal settembre 2016 i due hanno cominciato a pubblicare attraverso YouTube le loro canzoni. Il sodalizio artistico è culminato con la pubblicazione dell'album di debutto Polaroid, pubblicato il 5 maggio 2017 attraverso la Bomba Dischi con distribuzione Universal Music Group. L'album è stato intitolato Polaroid in quanto ogni canzone è stata accompagnata da una foto scattata da una macchina fotografica Polaroid dato che, per stessa ammissione degli artisti, al momento della realizzazione del progetto non disponevano dei fondi necessari per registrare i videoclip, preferendo accompagnare i brani con fotografie originali: ogni brano, infatti, rappresenta un'immagine della loro vita. Il disco è stato in seguito certificato doppio disco di platino dalla FIMI per le oltre 100 000 copie vendute nel paese. Pellaria, decimo e ultimo brano presente nella lista traccia originale, è stato pubblicato come unico singolo radiofonico il 26 maggio 2017, ed è stato certificato disco di platino.
Il 21 luglio 2017 è stato pubblicato il singolo inedito Barceloneta, collaborazione con il rapper Coez. Il duo chiude l'annata 2017 contribuendo vocalmente al singolo Interrail di Frenetik&Orang3. Una riedizione di Polaroid, pubblicata il 16 febbraio 2018 e denominata Polaroid 2.0, ha visto l'aggiunta del singolo digitale Medusa e di altri tre inediti.

### Progetti solisti e scioglimento (2018-2019)
Terminata la tournée inerente a Polaroid, i due cantanti hanno annunciato una pausa inizialmente temporanea per concentrarsi sulle proprie carriere come artisti solisti. Il primo è stato Carl Brave con l'album Notti brave, uscito l'11 maggio 2018, nel quale compare lo stesso Franco nella traccia La Cuenta; il disco è stato seguito pochi mesi più tardi dall'EP Notti brave (After), trascinato dal singolo Posso con Max Gazzè.
Il 10 ottobre 2018 invece è uscito il singolo Frigobar di Franco126, seguito due mesi più tardi da Ieri l'altro. Entrambi i brani sono stati inclusi nell'album Stanza singola, pubblicato il 25 gennaio 2019.
Nel 2019, in un'intervista concessa alla rivista Vanity Fair, Franco126 ha confermato lo scioglimento del duo, spiegando che «Carl è un grande artista e ha preso la sua strada. Io ho la mia. Non credo ci saranno altri dischi insieme».

## Formazione dal vivo
- Carl Brave – voce
- Franco126 – voce
- Massimiliano "Lo-Fi" Turi – chitarra
- Mattia "Il Fettina" Castagna – basso
- Simone Ciarocchi – batteria
- Adalberto Baldini – sassofono
- Edoardo Impedovo – tromba
- Lorenzo Amoruso – chitarra

## Discografia

### Album in studio
- 2017 – Polaroid

### Singoli
Come artisti principali
- 2017 – Pellaria
- 2017 – Barceloneta (feat. Coez)
- 2017 – Medusa

Come artisti ospiti
- 2017 – Interrail (Frenetik & Orang3 feat. Carl Brave x Franco126)

### Collaborazioni
- 2018 – Noyz Narcos feat. Carl Brave x Franco126 – Borotalco (da Enemy)